# Monika Bohge
Monika Bohge (* 1947 in Lüdenscheid) ist eine deutsche Lehrerin und Autorin.

## Leben und Werk
Monika Bohge studierte Mathematik und Religion für das Lehramt. Sie unterrichtete zuletzt an einer Sonderschule für geistig Behinderte und lebt heute in Berlin. Bohge ist Textautorin vieler neuer geistlicher Lieder und Mitglied der Textautoren- und Komponistengruppe TAKT.

## Werke (Auswahl)
- Ich frage mich. Strube-Verlag 1988 (Musik: Herbert Beuerle)
- Die Geschichte von Zachäus. Strube-Verlag 1991 (Musik: Joachim Schwarz)
- Rede nicht von deinem Glauben. 1995 (Musik: Hartmut Reußwig)
- Du bist dabei. Strube-Verlag 2001 (Musik: Rolf Schweizer)
- Begegnung mit dem Propheten. Strube-Verlag 2004 (Musik: Rolf Schweizer)